# Clyde Engineering

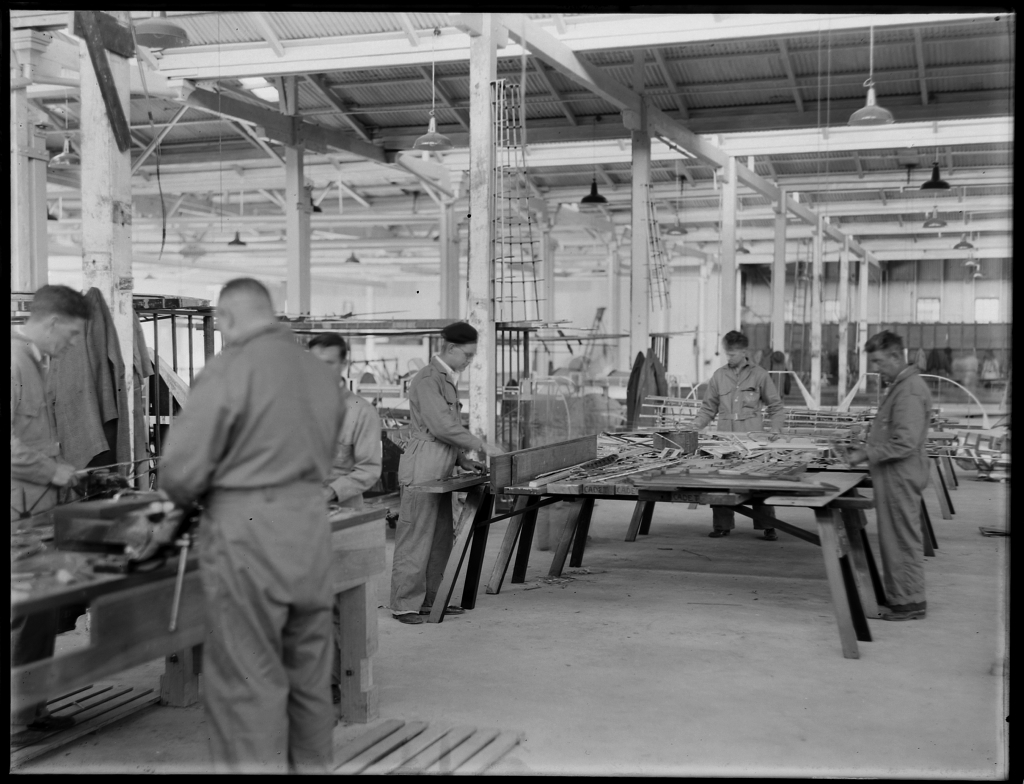
Homens trabalhando na divisão aérea da Clyde Engineering, da coleção do Powerhouse Museum

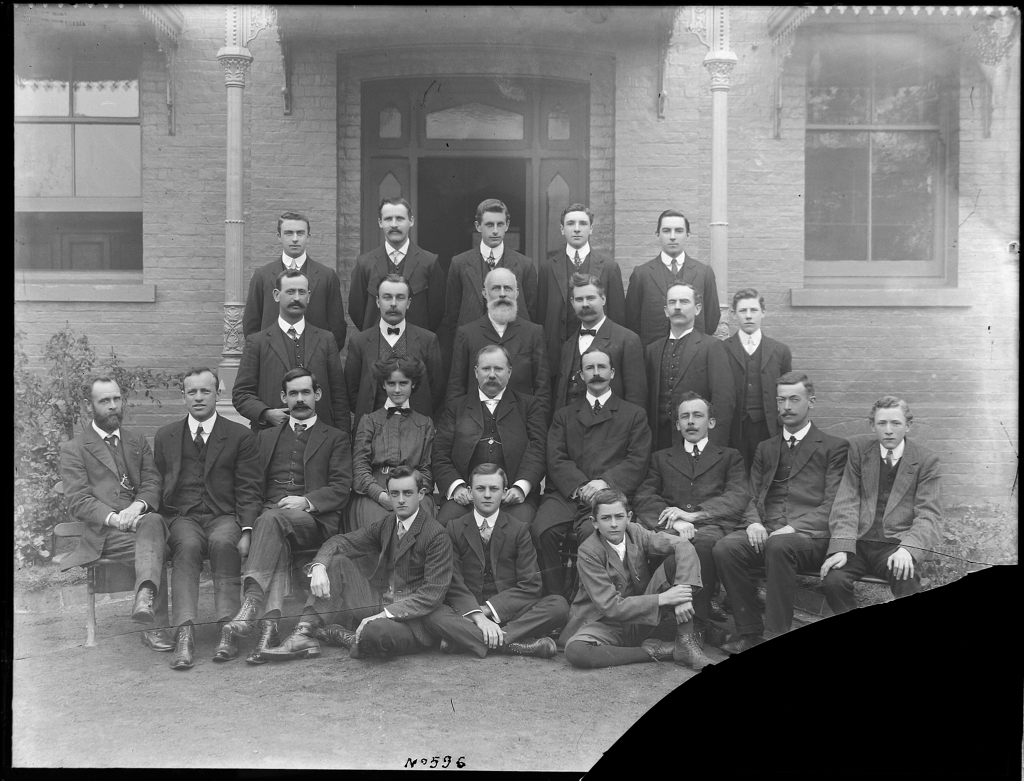
O staff senior da Clyde, numa foto histórica.

Clyde Engineering foi um fabricante australiano de locomotivas, material rodante ferroviário, material aeronáutico e outros produtos industriais.

## História
A companhia começou em Sidney, no meio do século XIX e cresceu em volta dela.

## Locomotivas
- EMD G8 - versão sobre licença GM-EMD nos anos 1950s e 1960s.
- EMD G16C - versão sobre licença GM-EMD nos anos 1960s.
- EMD G12 - versão sobre licença GM-EMD nos anos 1950s.
- EMD G26CU  - versão sobre licença GM-EMD nos anos 1970s.
- Uma dezena de outros modelos locais para a Austrália e Nova Zelândia. Foi fabricadas locomotivas a diesel e a vapor.

## Fábricas da Clyde
- Fábrica de Locomotivas de Granville - Sydney
- Fábrica de Locomotivas de Rosewater - Adelaide
- Fábrica de Vagões de Braemar
- Bathurst, NSW
- Somerton - Melbourne
- Eagle Farm - Brisbane

## Alguns clientes
- Australian Railroad Group   Austrália
- Victorian Railways   Austrália
- Kowloon-Canton Railway  Hong Kong
- Freight Australia   Austrália
- ONCF  Marrocos
- Islamic Republic of Iran Railways  Irão
- Croatian Railways  Croácia
- Israel Railways  Israel
- Korail  Austrália
- Queensland Rail   Austrália
- Western Australian Government Railways   Austrália
- BHP Billiton  Austrália
- New Zealand Railways Department  Nova Zelândia
- State Rail Authority of New South Wales   Austrália
- Commonwealth Railways  Austrália
- Australian National  Austrália
- National Rail Corporation  Austrália
- V/Line  Austrália
- Pacific National  Austrália
- Australian Railroad Group/Genesee and Wyoming Australia  Austrália
- Specialised Container Transport  Austrália
- Chicago Freight Car Leasing Australia  Austrália